# Ильичёвское сельское поселение (Ленинский район, Крым)
Ильичёвское сельское поселение (укр. Іллічівське сільське поселення, крымскотат. Къара Къую кой юрту, Qara Quyu köy yurtu) — муниципальное образование в Ленинском районе Республики Крым России, на Керченском полуострове, в непосредственной близости (к юго-западу) от районного центра пгт Ленино.
Административный центр и единственный населённый пункт — село Ильичёво.

## Население
| 2001  | 2014  | 2015  | 2016  | 2017  | 2018  | 2019  |
| ----- | ----- | ----- | ----- | ----- | ----- | ----- |
| 1878  | ↘1860 | ↘1858 | ↘1849 | ↘1844 | ↘1841 | ↘1836 |
| 2020  | 2021  |       |       |       |       |       |
| ↘1824 | ↗1886 |       |       |       |       |       |

## История
В советское время был образован Ильичёвский сельский совет.
Статус и границы Ильичёвского сельского поселения установлены Законом Республики Крым от 5 июня 2014 года № 15-ЗРК «Об установлении границ муниципальных образований и статусе муниципальных образований в Республике Крым».